# Sent Prist de la Marcha
Saint-Priest-la-Marche és un municipi francès, situat al departament de Cher i a la regió de Centre – Vall del Loira. L'any 2007 tenia 232 habitants.

## Demografia

### Població
El 2007 la població de fet de Saint-Priest-la-Marche era de 232 persones. Hi havia 104 famílies, de les quals 38 eren unipersonals (23 homes vivint sols i 15 dones vivint soles), 39 parelles sense fills, 23 parelles amb fills i 4 famílies monoparentals amb fills.
La població ha evolucionat segons el següent gràfic:
Habitants censats

### Habitatges
El 2007 hi havia 197 habitatges, 107 eren l'habitatge principal de la família, 31 eren segones residències i 58 estaven desocupats. Tots els 192 habitatges eren cases. Dels 107 habitatges principals, 92 estaven ocupats pels seus propietaris, 7 estaven llogats i ocupats pels llogaters i 9 estaven cedits a títol gratuït; 4 tenien una cambra, 14 en tenien dues, 24 en tenien tres, 27 en tenien quatre i 39 en tenien cinc o més. 76 habitatges disposaven pel capbaix d'una plaça de pàrquing. A 53 habitatges hi havia un automòbil i a 46 n'hi havia dos o més.

### Piràmide de població
La piràmide de població per edats i sexe el 2009 era:
| Homes | Edats   | Dones |
| ----- | ------- | ----- |
| 0     | 95 o +  | 0     |
| 4     | 90 a 94 | 4     |
| 4     | 85 a 89 | 0     |
| 0     | 80 a 84 | 4     |
| 4     | 75 a 79 | 4     |
| 8     | 70 a 74 | 8     |
| 12    | 65 a 69 | 4     |
| 8     | 60 a 64 | 4     |
| 4     | 55 a 59 | 8     |
| 4     | 50 a 54 | 0     |
| 8     | 45 a 49 | 12    |
| 28    | 40 a 44 | 16    |
| 8     | 35 a 39 | 16    |
| 4     | 30 a 34 | 0     |
| 4     | 25 a 29 | 8     |
| 0     | 20 a 24 | 0     |
| 20    | 15 a 19 | 8     |
| 8     | 10 a 14 | 12    |
| 4     | 5 a 9   | 12    |
| 4     | 0 a 4   | 4     |

## Economia
El 2007 la població en edat de treballar era de 156 persones, 93 eren actives i 63 eren inactives. De les 93 persones actives 72 estaven ocupades (43 homes i 29 dones) i 21 estaven aturades (10 homes i 11 dones). De les 63 persones inactives 33 estaven jubilades, 11 estaven estudiant i 19 estaven classificades com a «altres inactius».

### Ingressos
El 2009 a Saint-Priest-la-Marche hi havia 110 unitats fiscals que integraven 241 persones, la mediana anual d'ingressos fiscals per persona era de 12.383 €.

### Activitats econòmiques
Dels 7 establiments que hi havia el 2007, 2 eren d'empreses de construcció, 1 d'una empresa d'hostatgeria i restauració, 3 d'empreses de serveis i 1 d'una entitat de l'administració pública.
Dels 2 establiments de servei als particulars que hi havia el 2009, 1 era un paleta i 1 lampisteria.
L'any 2000 a Saint-Priest-la-Marche hi havia 27 explotacions agrícoles que ocupaven un total de 1.488 hectàrees.

## Equipaments sanitaris i escolars
El 2009 hi havia una escola elemental integrada dins d'un grup escolar amb les comunes properes formant una escola dispersa.

## Poblacions més properes
El següent diagrama mostra les poblacions més properes.